# Port lotniczy Vopnafjörður
Port lotniczy Vopnafjörður – port lotniczy zlokalizowany w mieście Vopnafjörður, w Islandii.

## Linie lotnicze i połączenia
| Linia lotnicza | Kierunek                |
| -------------- | ----------------------- |
| Norlandair     | 1. Akureyri 2. Þórshöfn |